# Saint-Félix-Lauragais
Saint-Félix-Lauragais – miejscowość i gmina we Francji, w regionie Oksytania, w departamencie Górna Garonna.
Według danych na rok 1990 gminę zamieszkiwało 1177 osób, a gęstość zaludnienia wynosiła 23 osób/km² (wśród 3020 gmin regionu Midi-Pireneje Saint-Félix-Lauragais plasuje się na 296. miejscu pod względem liczby ludności, natomiast pod względem powierzchni na miejscu 92.).

## Zabytki

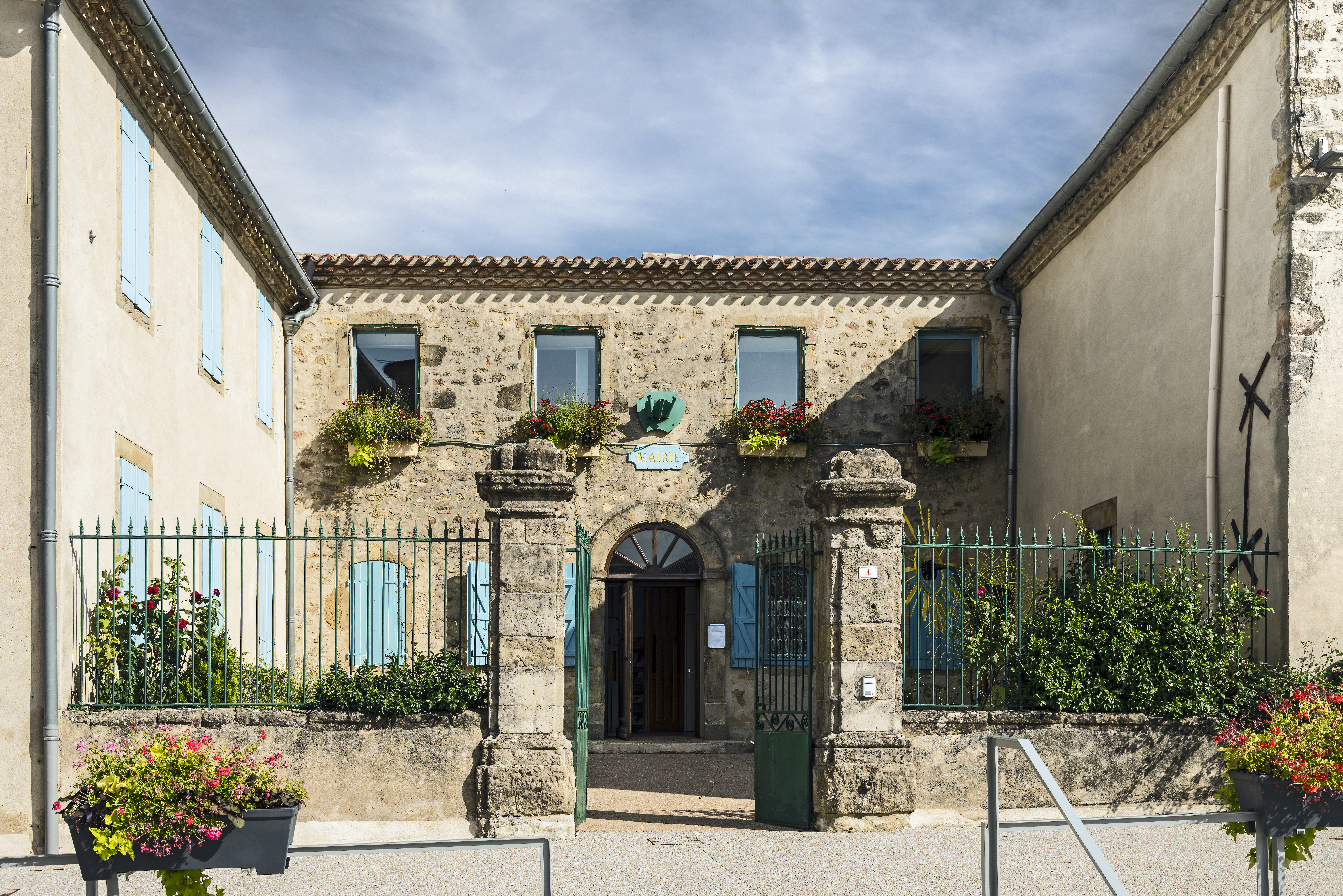
Ratusz
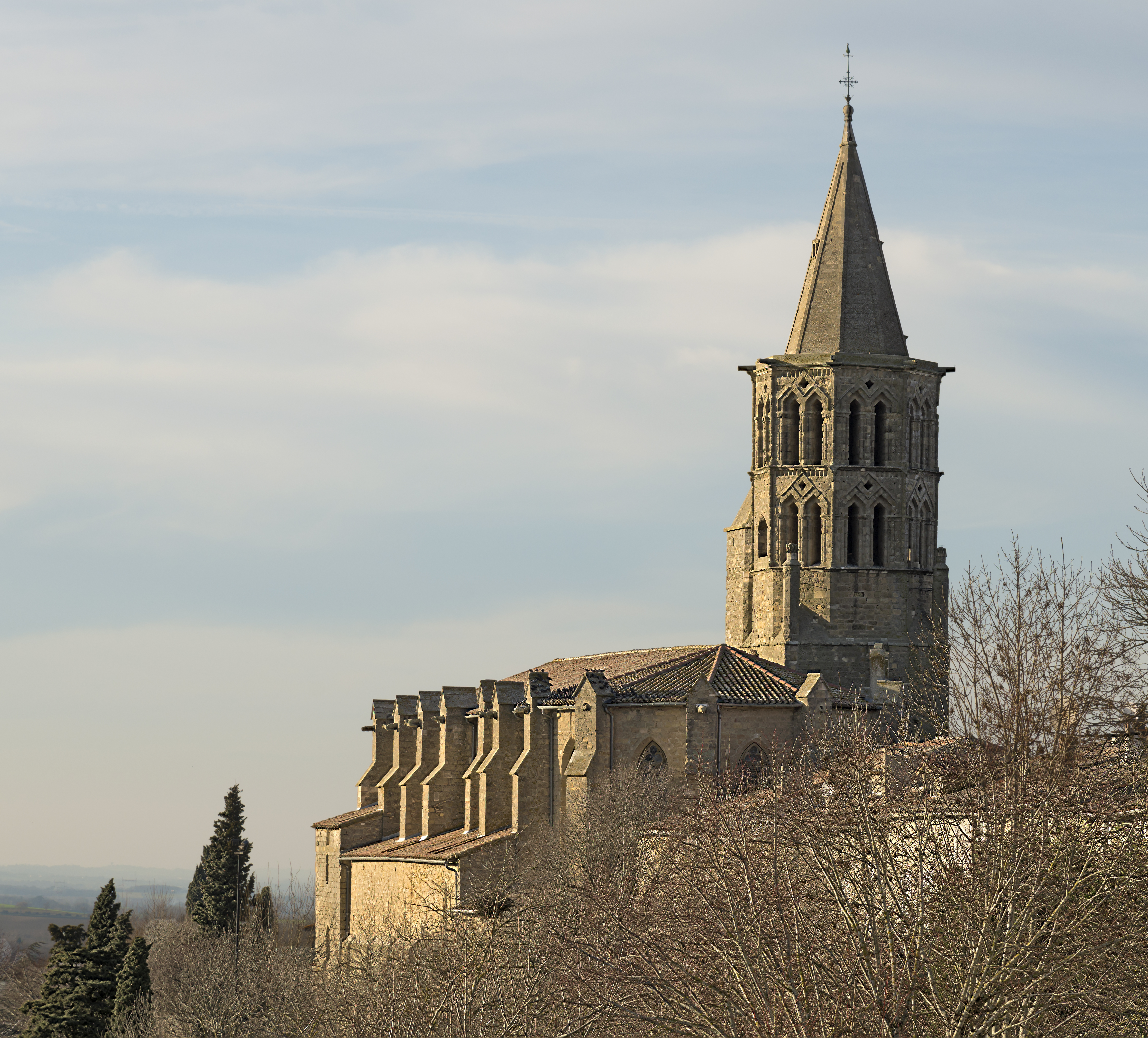
Kościół
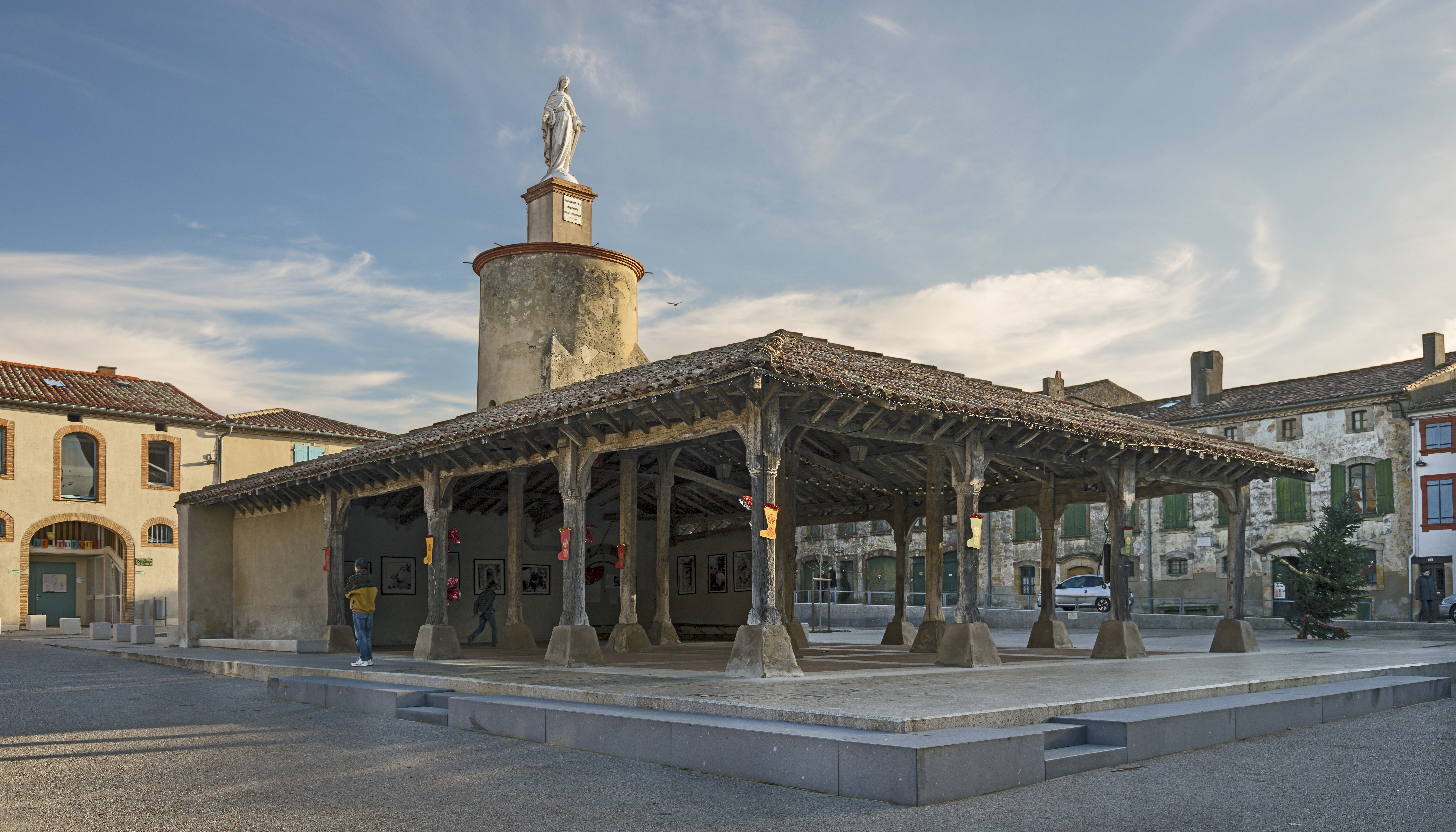
Hali targowej
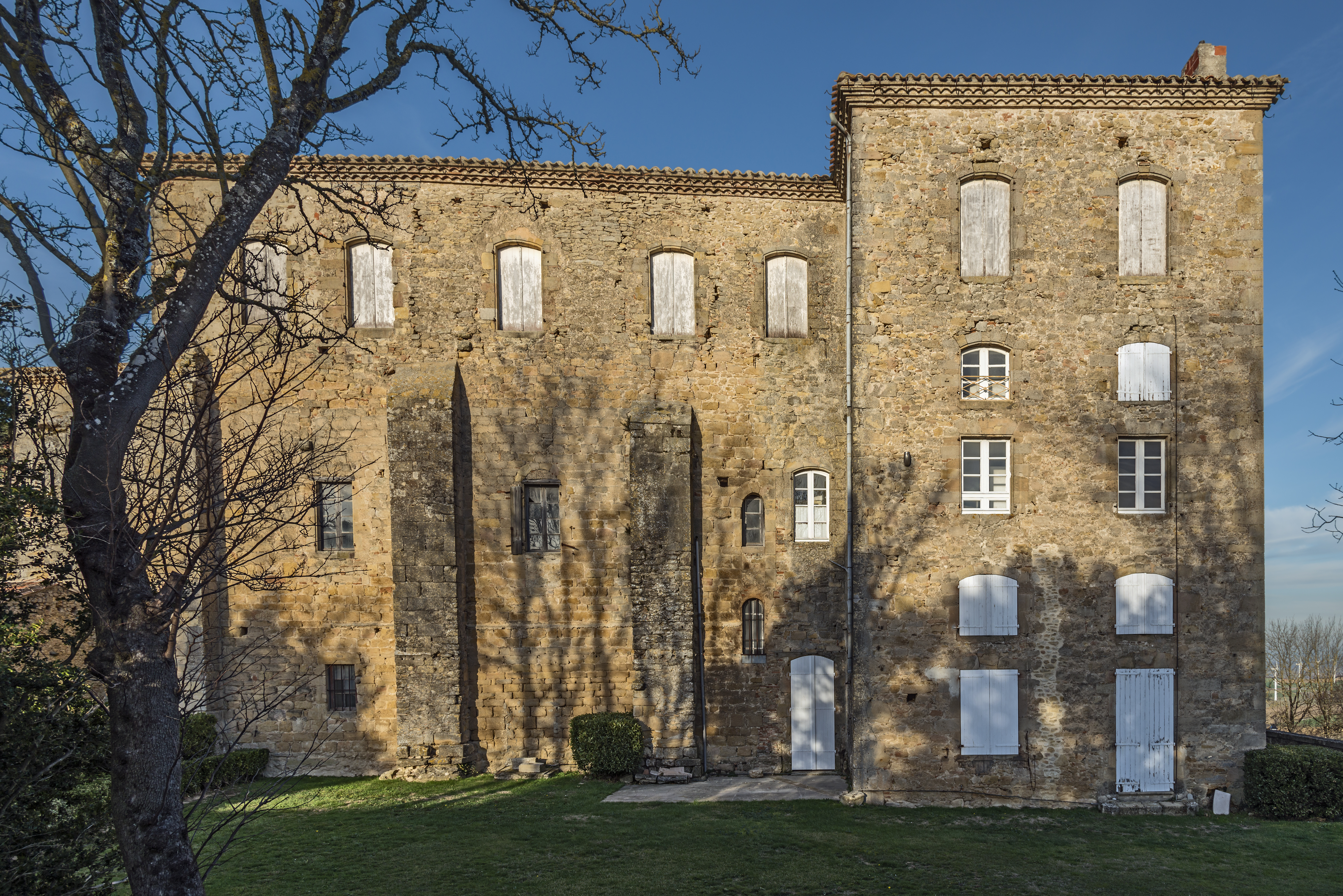
Zamek